# 沙希德·贝赫什提大学
沙希德·贝赫什提大学（波斯語：‎，羅馬化：Dāneshgāh-e Shahid Beheshti），前身为伊朗国立大学，是伊朗最负盛名的大学之一。1980-1982伊斯兰革命期间曾改名伊朗大学。
该大学成立于1959年（伊朗国立大学），1960年正式办学，有174名学生，当时仅有两个系：建筑与城市规划系，金融与经济系。第一个硕士课程于1961年在建筑系开办，而第一个博士课程1991年于经济系开办。
现在的沙希德·贝赫什提大学有超过70种硕士项目，30个博士项目。

## 历史
沙希德-贝赫斯提大学于1959年由阿里-谢赫里斯兰创立。该大学计划致力于研究生学习。开学时，它由两所学院组成。建筑和城市规划学院，以及银行和经济学院，共有174名学生。很快，文学和外语学院在德黑兰市中心开始招生。第一个研究生学术学位课程是建筑学院的硕士课程，于1961年启动。1962年，一个新的主校区在德黑兰北部郊区的埃文建成。随着设施的增加，学术课程也随之扩大。到1978年，其他几个学院也开始活跃起来，即文学和人文科学、基础科学、法律、地球科学、统计学和信息学以及教育和心理学学院。
在皇家的支持下，大学图书馆开始获得东方研究领域的重要藏品以及法语和德语的文学经典。
1979年伊朗伊斯兰革命后，该大学被更名为沙希德·贝赫什提大学，穆罕默德·侯赛尼·贝赫什提是伊朗的法学家、哲学家、神职人员和政治家，被称为革命后伊朗政治的二号人物。
在1986年的学术改革中，医学院从主要大学中分离出来，成为[沙希德·贝赫什提医科大学]，在伊朗卫生和医学教育部的管辖下工作。1991年，经济学院开设了第一个博士课程。

## 校园
主要校区：位于埃文区，延伸到德黑兰西北部的维伦贾克区，占地约100万平方米。
阿巴斯普尔工程技术学院（前水电科技大学）位于德黑兰帕斯，德黑兰

## 院系设置
电气工程学院：电信系、电子系、系统与控制系、电力系
计算机工程与科学学院：软件工程与信息系、人工智能与机器人系、计算机结构与网络系
机械工程与能源学院
建筑与城市工程学院：建筑系、景观建筑系、建筑系、设计系、重建系、城市规划系
商业与管理学院：公共管理系、商业管理系、商业管理系、财务管理系、工业管理系、创业管理系、研究学院
生物科学系：生物学系、遗传学系、海洋生物学系、微生物学系、植物科学系、动物学系
经济与政治科学系：经济学系、政治学系
能源科学与现代技术系：航空系、生物技术系、能源系、纳米技术系、纤维素和造纸科学系
地球科学系：地质学系、地理学系、地球物理学系
法学院：犯罪学与刑法系、知识产权系、国际贸易法系、经济法系、环境法系、人权系、国际法系、私法系、公法系
文学与人文科学系：语言学和文学系、哲学系、历史系、考古学系、社会学系、伊朗学研究所
数学科学系：数学系，统计系，计算机科学系
核工程系：应用辐射系，燃料循环系，放射学（医学辐射）系
体育教育与运动科学系
心理学和教育学系：心理学系，行为研究与咨询系，教育科学系
科学系：化学系, 物理系
土木、水利和环境工程系：水资源工程系、水和污水处理工程系、结构和岩土工程系、环境工程系、交通规划系

## 世界排名
泰晤士高等教育
2018-2020: 801-1000
2017: 800
2016: 601-800
亚洲大学排名
2019: 201-250
世界大学学术排名
2019: 901-1000
根据排名系统（Kakarry Simonds, QS），沙希德-贝赫斯蒂大学在2017年和2018年分别在谢里夫理工大学、伊朗科技大学、阿米尔卡比尔科技大学和德黑兰大学之后的第五档，排名为701+和1000-800。
B++类
文章64.80
引文63.34
文件总数 30.59
JIT 54.25
JCIT 45.11
协作 45.32
共计303.42